# Herculine Barbin
Adélaïde Herculine Barbin (Saint-Jean-d'Angély, 8 de novembro de 1838 — Paris, 1868) foi uma pessoa intersexo francesa atribuída como do sexo feminino ao nascer.
Estudou em colégio de freiras mas aos ao fazer uma consulta médica, diagnosticou-se que ela tinha características sexuais intersexo. Retificado judicialmente seu assento de nascimento, passou então a chamar-se Abel Barbin, mas em 1868 cometeu o suicídio. O caso é muito conhecido devido ao diário que escreveu durante sua vida e principalmente depois que Michel Foucault estudou o seu caso e republicou seu diário.